# (200042) 2007 TE32
(200042) 2007 TE32 es un asteroide que forma parte de los asteroides troyanos de Júpiter, descubierto el 6 de octubre de 2007 por el equipo del Spacewatch desde el Observatorio Nacional de Kitt Peak, Arizona, Estados Unidos.

## Designación y nombre
Designado provisionalmente como 2007 TE32.

## Características orbitales
2007 TE32 está situado a una distancia media del Sol de 5,125 ua, pudiendo alejarse hasta 5,352 ua y acercarse hasta 4,898 ua. Su excentricidad es 0,044 y la inclinación orbital 3,624 grados. Emplea 4238,21 días en completar una órbita alrededor del Sol.

## Características físicas
La magnitud absoluta de 2007 TE32 es 13,2. Tiene 11,365 km de diámetro y su albedo se estima en 0,072.